# Epididimita
L'epididimita és un mineral de la classe dels silicats. El seu nom prové del grec del grec επι (epi, a prop), i δίδνμος (didimos, bessó) referint-se a la relació dimòrfica amb l'eudidimita.

## Característiques
L'epididimita és un inosilicat de fórmula química Na₂Be₂Si₆O₁₅(H₂O). Cristal·litza en el sistema ortoròmbic en forma de cristalls pseudohexagonals, tabulars en {001}, també allargats al llarg de [010], de fins a 6 cm. La seva duresa a l'escala de Mohs és 5,5.
Segons la classificació de Nickel-Strunz, l'epididimita pertany a «09.DG - Inosilicats amb 3 cadenes senzilles i múltiples periòdiques» juntament amb els següents minerals: bustamita, ferrobustamita, pectolita, serandita, wol·lastonita, wol·lastonita-1A, cascandita, plombierita, clinotobermorita, riversideïta, tobermorita, foshagita, jennita, paraumbita, umbita, sørensenita, xonotlita, hil·lebrandita, zorita, chivruaïta, haineaultita, eudidimita, elpidita, fenaksita, litidionita, manaksita, tinaksita, tokkoïta, senkevichita, canasita, fluorcanasita, miserita, frankamenita, charoïta, yuksporita i eveslogita.

## Formació i jaciments
L'epididimita és un mineral de fase tardana que es forma en pegmatites de nefelina i sienita. Va ser descoberta a la pegmatita Narssârssuk, a l'altiplà homònim, (Igaliku, Kujalleq, Groenlàndia). També ha estat descrita al Canadà, Dinamarca, els Estats Units, Malaui, Noruega, Portugal, Rússia i el Tajikistan.
Sol trobar-se associada a altres minerals com: albita, egirina, eudialita, elpidita, neptunita, tugtupita, leucofanita, natrolita i analcima.